# Kanton Saint-Étienne-Sud-Est-2
Der Kanton Saint-Étienne-Sud-Est-2 war von 1973 bis 2015 ein französischer Wahlkreis im Arrondissement Saint-Étienne, im Département Loire und in der ehemaligen Region Rhône-Alpes. Er umfasste einen Teil der Stadt Saint-Étienne.